# Professor Ostenfeld Kollegiet
Professor Ostenfeld Kollegiet er et kollegium i Hjortekær nord for København. Kollegiet ligger nær DTU på den modsatte side af Helsingørmotorvejen, og 1 km fra Dyrehaven.
Kollegiet består af 276 enkeltværelser, 12 dobbeltværelser og 18 fælleskøkkener fordelt ligeligt på to blokke med en glasgang i mellem. Alle værelser har eget bad og toilet.
Kollegiet er en selvejende institution, der er stiftet den 13. oktober 1968 på 102-års dagen for professor Asger Ostenfelds fødsel. Kollegiet er opført med støtte på 1,5 mio. kr. fra Knud Højgaards Fond med det formål at skaffe egnede studenterboliger for unge under uddannelse, specielt ved DTU.
Kollegiet er det tredje af "ingeniør-kollegierne", der er opført af Polyteknisk KollegieByggeselskab (PKB), det nuværende Polyteknisk KollegieSelskab (PKS).

## Eksterne referencer
- Kollegiets hjemmeside Arkiveret 2. april 2006 hos  Wayback Machine

55°47′17.6″N 12°31′56.5″Ø / 55.788222°N 12.532361°Ø